# نويل فيسينجر
نويل فيسينجر (بالفرنسية: Noël Fiessinger)‏‏ (24 ديسمبر 1881 - 15 يناير 1946 في باريس) طبيب من فرنسا.

## الجوائز
- وسام جوقة الشرف[2]